# 이시하라 다이스케
이시하라 다이스케(일본어: 石原 大助, 1971년 12월 9일 ~ )는 일본의 전 축구 선수이다.

## 구단 경력
과거 방포레 고후에서 활동하였다.